# Store Åmose
Store Åmose er den østlige del af Åmosen, og var tidligere Danmarks største lavmose. Den ligger i den nordlige del af Sorø Kommune, var tidligere en godt 2.200 ha stor indsø med unikke kultur-, natur-, geologiske og landskabsmæssige værdier. Åmose Å, der gennemskærer området, er grænse mellem Sorø Kommune i syd og Holbæk Kommune i nord. I 2014 blev området certificeret som del af Naturpark Åmosen efter Friluftsrådets mærkningsordning, og den er også en del af Natura 2000-område nr. 156 Store Åmose, Skarre Sø og Bregninge Å.
Store Åmose er del af en sammenhængende “fugtig” landskabskorridor bestående af ådale, søer og moseområder iblandet landbrugsland. Hele Ådalen er habitatområde, og området omkring Kongemosen og Sandlyng Mose i Sorø Kommune blev fredet for sine mange kulturarvsfund tilbage i 1993. Det fredede areal omfatter 230 hektar. Den generelle beskyttelse omfatter vandløb, moser, enge og søer og vandhuller over en vis størrelse.

## Kulturhistorie
Store Åmose har oprindelig været en sø, der opstod i slutningen af den sidste istid for cirka 12.000 år siden. Søens betydelige størrelse blev langsomt reduceret, og for cirka 5.000 år siden var søen blevet omdannet til mose. Gennem årtusinder anlagde stenalderfolket bopladser langs søbredden, og Store Åmose er internationalt kendt for sine mange velbevarede fund fra stenalderen. Et af bopladsfundene har givet navn til en over 1.000 år lang periode af Nordeuropas jægerstenalder: Kongemosekulturen. Arkæologiske undersøgelser i de senere år har vist, at fredningsområdet stadig rummer mange kulturhistoriske værdier.
Store Åmose har mange spor fra tørvegravning under 2. verdenskrig. Åmosen var Sjællands største leverandør af tørvebrændsel. der findes derfor mange tørvegrave i mosen med såkaldt hængesæk af tørvemos.

## Landskabet
I nyere tid er der gennemført flere vandstandssænkninger i Åmose Å, for at undgå oversvømmelser af de lavtliggende landbrugsarealer og for at lette udnyttelsen af tørv fra højmoserne. En af de største reguleringer fandt sted i 1950'erne, hvor en 17 km lang strækning af selve Åmose Å skulle udrettes og uddybes. I alt blev 34 km vandløbsstrækninger i Store Åmose reguleret og stedvis rørlagt, så vandstanden i mosen blev sænket med ca. 2 m.

## Plantelivet
Sandlyng og Verup Mose indeholder stadig rester af højmosens karakteristiske plante- og dyreliv, som kun findes få steder på Sjælland.
Sandlyng Mose består primært af habitatnaturtypen skovbevokset tørvemose, men også et mindre areal med naturtypen hængesæk findes. Til disse områder er tilknyttet en række karakteristiske plantearter.
Der er bl.a. fundet en række sjældne planter: Femradet ulvefod (Lycopodium annotinum), Kongebregne (Osmunda regalis), Tyttebær (Vaccinium vitis-idaea), Tranebær (Vaccinium oxycoccos), Blåbær (Vaccinium myrtillus), Mosebølle (Vaccinium uliginosum), Tue-Kæruld (Eriophorum vaginatum) og Rosmarinlyng (Andromeda polifolia).
Særligt tørvemosserne (Sphagnum sp.) er karakterarter for højmose, da de er med til at skabe det specielle sure og næringsfattige miljø.
Svampelivet Foruden et særpræget plante- og dyreliv, rummer dele af Åmosen også en række sjældne svampearter, herunder nedbrydere af gammel løvtræ: Tofarvet foldporesvamp (Gloeoporus dichrous), Filtet parasolhat (Lepiota tomentella) og Skygge-skærmhat (Pluteus umbrosus).

## Dyrelivet
Området huser, eller har huset, en lang række ynglefugle, der er listet på EF-fuglebeskyttelsesdirektivets bilag 1: Rørdrum, Engsnarre, Rørhøg, Trane, og Skægmejse.
Ud over fuglene er området også hjem for arterne pigsmerling, stor vandsalamander og odder, hvilket også har haft betydning for, at området er blevet udpeget som habitatområde.
Derudover er området et meget væsentligt fourageringsområde for rovfugle, efterår, vinter og forår, med meget store og sikre forekomster af havørn, vandrefalk, fjeldvåge, musvåge, blå kærhøg og stor tornskade, der optræder som rovfugl og jager mus over de store flader.

## Naturgenopretning
EUs miljøprogram LIFE arbejder i perioden august 2013 - marts 2021 med et naturgenopretningsprojekt med titlen Østdanske Højmoser. I områder i Verup Mose og Sandlyng Mose på 220 ha med de sidste store højmoserester i Sorø Kommunes del af Store Åmose.